# Le Rico Show
 (avril 2019).
Si vous disposez d'ouvrages ou d'articles de référence ou si vous connaissez des sites web de qualité traitant du thème abordé ici, merci de compléter l'article en donnant les références utiles à sa vérifiabilité et en les liant à la section « Notes et références ».
Le Rico Show était une émission de radio créée et présentée par Aymeric Bonnery sur Radio VL, radio internet, puis diffusée sur NRJ à partir du 17 juillet 2017. L'émission fut d'abord programmée de 22 h à 1 h (pendant l'été  2017) puis de 23h à 1h avant d'être placée en première partie de soirée, de 20 h à 23 h précisément, quand Guillaume Pley et son émission qui occupaient cette tranche horaire ont quitté la grille de programme de la radio, le 27 avril 2018. Suite quelques désaccords avec la direction de la radio, et malgré des audiences stables, Aymeric Bonnery annonça le 26 juin 2019 qu'il quittera la station deux jours plus tard. Il déclare que c’est lui qui a décidé de quitter la station mais en réalité son départ était déjà acté depuis des semaines, NRJ ayant décidé de ne pas prolonger l’émission.

## Équipe du Rico Show
- Aymeric Bonnery - animateur (saison 1 - saison 2)
- Sarah Kaddour - co-animatrice (saison 1 - saison 2)
- Jean Marc Nichanian - co-animateur (saison 1 - saison 2)
- Sylvain Potard co-animateur (saison 1 - saison 2)
- Malik Amraoui co-animateur (saison 1)
- Alix Grousset - co-animatrice (juillet-août 2017)

L'équipe du Rico Show a changé depuis la création de l'émission. Malik Amraoui et Alix Grousset ont quitté l'émission. Elle était composée en 2019 d'Aymeric Bonnery, Sarah Kaddour, Jean-Marc Nichanian et Sylvain Potard.

## Diffusion
L'émission a tout d'abord été diffusée après celle de Guillaume Pley sur la tranche horaire 23h - 1h. Après le départ de Guillaume Pley de la radio en avril 2018, l'émission est diffusée en première partie de soirée de 29h à 23h, et suivie de MIKL, émission présentée par Michaël Espinho. À partir de septembre 2018, l'émission reste programmée de 20h à 23h mais est précédée par C'Cauet de 17h à 20h. L'émission est supprimée le 28 juin 2019 au terme de la saison.